# インフル病みのペトロフ家
『インフル病みのペトロフ家』（いんふるやみのぺとろふけ、Петровы в гриппе）は、2021年にロシア、フランス、スイス、ドイツが共同制作したキリル・セレブレンニコフ監督の長編映画である。
原作は、アレクセイ・サリニコフの小説「インフル病みのペトロフ家とその周辺」。
2021年7月12日、第74回カンヌ国際映画祭で初公開され、日本では2022年4月23日に公開された。

## プロット
この映画は、新年の前夜にロシアの地方都市に住む趣味で漫画を描いている自動車整備士のペトロフと彼の家族が過ごした数日間の生活について語っている。ペトロフはインフルエンザにかかって高熱が出る。やがて、インフルエンザは元妻と息子も伝染る。
高熱で車が運転できず、トロリーバスに乗って仕事から帰る途中、ペトロフは旧友のイーゴリに出会う。イーゴリと彼の知人と一緒に、ペトロフはウォッカを飲む。インフルエンザに罹っているペトロフは、熱狂的な妄想と現実を区別することができない。ペトロフの子供時代と青年時代の記憶は、妄想や現実とあいまって、ペトロフにとっても観客にとっても区別がつかない。
ペトロフの日常の背景には、複雑な概念がある。プロットは、古代ローマとギリシャ神話への言及に満ち、すべてのキャラクターには神話のプロトタイプがあり、すべてのプロットのねじれは神話と類似点を持っている。魔法のリアリズムでは、アスピリン錠はゴールデンフリース、ペトロフはオデュッセウス、霊柩車の運転手はカロン、そして、ペトロフの旧友であるイーゴリはハデスである。

## キャスト
- ペトロフ: セミョーン・セルジン（ロシア語版）
- ペトロワ: チュルパン・ハマートヴァ
- イーゴリ: ユーリー・コロコリニコフ（ロシア語版）
- ヴィクトル: アレクサンダー・イリン（ロシア語版）
- セルゲイ: イワン・ドールン（ロシア語版）
- サーシャ: ユーリー・ボリソフ
- マリーナ: ユリア・ペレシルド

## 制作と公開
キリル・セレブレンニコフが小説「インフル病みのペトロフ家とその周辺」の映画化に着手したことは、2019年5月に知られるようになった。セレブレンニコフは、政治的な理由によって起訴され、自宅軟禁中に脚本を執筆した。このプロジェクトは、HypeFilm、LogicalPictures、Charades（フランス）、Bord Cadre（スイス）と共同で行われた。ペトロフ夫妻はセミョーン・セルジンとチュルパン・ハマートヴァが演じることになった。2019年12月、イワン・ドールンの出演が明らかになった。撮影は2019年10月から2020年1月にかけて、モスクワとエカテリンブルクで行われた。
2021年6月3日、本作が第74回カンヌ国際映画祭のメインコンペティションプログラムに含まれていることが判明した。2021年7月12日に初公開され、同年9月9日にロシアで公開された。また、2021年9月17日から25日まで開催された第69回サン・セバスティアン国際映画祭のコンペティションにも参加した。

## 反応
本作は、第74回カンヌ国際映画祭で好評を博し、撮影監督のウラジスラフ・オペリヤンツがバルカン賞を受賞した。審査員長であるパスカル・モーリンは「本物の名手であり、登場人物の画像に熱を感じさせる」と評した。
ロシアの映画評論家アントン・ドーリンは、サリニコフの小説よりもさらに暗く多次元的な作品であると述べた。Vadim Rutkovskyは「ホラー、新年のスキット、都会の家族ドラマ、曇った郷愁、そして復活の、たとえ話の強力なカクテル」と表現した。